# Derolus camerunensis
Derolus camerunensis är en skalbaggsart som beskrevs av Stefan von Breuning 1974. Derolus camerunensis ingår i släktet Derolus och familjen långhorningar. Inga underarter finns listade i Catalogue of Life.